# جيسيكا صامويلسون
جيسيكا صامويلسون (بالسويدية: Jessica Samuelsson)‏ (30 يناير 1992 بنورشوبينغ في السويد - ) هي لاعبة كرة قدم سويدية في مركزي الظهير والدفاع، شاركت في الألعاب الأولمبية الصيفية 2016. وشاركت مع منتخب السويد لكرة القدم للسيدات. أما مع النوادي، فقد لعبت مع Melbourne Victory FC (W-League) ‏ ولينكوبينج وSmedby AIS ‏.

## وصلات خارجية
- جيسيكا صامويلسون على موقع الاتحاد الدولي (مؤرشف)  (الإنجليزية)
- جيسيكا صامويلسون على موقع الاتحاد الأوربي (الإنجليزية)
- جيسيكا صامويلسون على موقع اتحاد السويد (السويدية)
- جيسيكا صامويلسون على موقع قاعدة بيانات كرة القدم.إي يو (الإنجليزية)
- جيسيكا صامويلسون على موقع Soccerway.com (الإنجليزية)
- جيسيكا صامويلسون على موقع أوليمبيديا (الإنجليزية)
- جيسيكا صامويلسون على موقع اللجنة الأولمبية السويدية (السويدية)